# Astrosclèrids
Els astroclèrids (Astroscleridae) són una família d'esponges de mar de l'ordre Agelasida.

## Gèneres
Segons World Register of Marine Species (19 de maig de 2016) :
- Astrosclera Lister, 1900
- Ceratoporella Hickson, 1912
- Goreauiella Hartman, 1969
- Hispidopetra Hartman, 1969
- Stromatospongia Hartman, 1969